# Psychoda savaiiensis
Psychoda savaiiensis är en tvåvingeart som beskrevs av Edwards 1928. Psychoda savaiiensis ingår i släktet Psychoda och familjen fjärilsmyggor. Inga underarter finns listade i Catalogue of Life.